# NGC 4763
NGC 4763 (другие обозначения — MCG -3-33-13, IRAS12507-1643, PGC 43792) — спиральная галактика с перемычкой (морфологический тип по Вокулёру SB(r)a или SBbc) в созвездии Во́рона. Открыта Уильямом Гершелем в 1785 году.
Этот объект входит в число перечисленных в оригинальной редакции «Нового общего каталога».
На фотографиях видна слегка наклонённая спиральная галактика с широким, ярким, овальным ядром и тремя менее яркими спиральными рукавами. При визуальном наблюдении в любительский телескоп галактика выглядит сравнительно яркой, хоть и довольно маленькой, она кажется слегка овальной по форме, с большой осью, ориентированной с восток-юго-востока на запад-северо-запад. Края галактики размытые, её оболочка постепенно становится ярче к центру. Радиальная скорость: 3918 км/с. Расстояние: 175 млн световых лет. Диаметр: 81 тыс. световых лет.
Спиральный узор в галактике NGC 4763 представляет собой классический тип для галактик с перемычкой и внутренним кольцом: многочисленные внешние спиральные рукава начинаются тангенциально к почти замкнутому внутреннему кольцу, которое начинается на концах гладкой, чётко очерченной перемычки. Как обычно, окрестности кольца состоят из двух витков плотно завёрнутых основных спиральных рукавов, которые начинаются от концов перемычки.
Возможно, составляет пару с галактикой MCG-03-33-015, находящейся на угловом расстоянии 42′ к юго-западу.